# Magnapinna
Magnapinna (лат.) — род глубоководных кальмаров из отряда Oegopsida. Обнаружены в Атлантическом, Индийском (к югу от Маврикия) и Тихом океанах на глубинах 1940 м, 2195 м, 2576 м и т. д.

## Строение и образ жизни
Длина тела с учётом рук достигает 12 метров, длина рук в 15—20 раз превосходит длину мантии. Большой плавник Magnapinna составляет до 90 % от длины мантии. Предполагается, что плавник является основным средством передвижения, водометом эти кальмары практически не пользуются.
Длинные руки кальмары используют для ловли донной добычи.

## Исследования
Первые части этих животных были обнаружены на Азорских островах ещё в 1907 году; затем в 1980-х годах были найдены виды в Атлантике и Тихом океане. В 1998 году были выделены в отдельный род и семейство. 11 ноября 2007 года один экземпляр был заснят на камеру около самой глубокой плавучей нефтяной платформы в мире на глубине около 2450 метров, эксплуатируемой компанией Shell Oil в Мексиканском заливе США. В 2024 году был заснят в Тихом океане на глубине 3300 метров.

## Виды
- Magnapinna atlantica Vecchione et Young, 2006
- Magnapinna pacifica Vecchione et Young, 1998
- Magnapinna talismani (Fischer et Joubin, 1907)
- Magnapinna sp. B
- Magnapinna sp. C